# Христина Козловска
Христина Козловска (укр. Христина Козловська; 1. мај 1989) је украјинска списатељица, песникиња и новинарка.

## Биографија
Рођена је 1. маја 1989. у Ивано-Франкивској области. Студирала је енглеску филологију на Универзитету Васил Стефаник у Ивано-Франкивску. Од 2008. године је члан књижевног студија Nobel који води Халина Петросањак. Учесник је у зборнику радова Give! Nobel Prize for Ukrainian Writers!. Њена дела су објављивана у украјинским часописима Svit molodi, Bukovynskyj zhurnal, Pereval, Literatura i zhyttia, Halytskyi korespondent, као и у новинама Украјинаца Северне Америке Ukrainske Slovo. Ауторка је књига поезије To Touch Spring (2008) и More Valuable than Gold (2015), A (2018). Lizard and Its Tail., коаутор књиге Expecting. The Nine Peculiar Months (2018). Неки критичари дефинишу њене приче као егзистенцијалну апсурдистичку прозу. Њена дела су преведена на есперанто, немачки и турски језик. Петро Паливода је неке приче превео на есперанто, која су објављена у Украјини (Ukraina Stelo), у Кини (Penseo), у Канади (La Riverego), у Сједињеним Америчким Државама (Saluton!, Beletra Almanako), у Турској (Turka Stelo), у Пољској (Pola Esperantisto), у Хрватској (Kresko), у Кореји (TERanidO), у Мађарској (Vesperto. Literaturaj folioj) и у Чешкој (Esperanta ligilo, Брајева азбука). Нека је превео на немачки језик и објавио у Sklianka Chasu - Zeitglas и Aus 20 Jahren Zeitglas. Једну причу је Васил Кадифели превео на турски језик и објавио у Kurşun Kalem. Ралф Хамерс је једну причу превео на холандски језик и објавио у Tijdschrift voor Slavische Literatur. Једна је преведена на словачки и објављена у Anthology of the Ukrainian Prose. Победница је песничког конкурса From Autumn's Point of View 2011. године, добитница књижевне награде издавачке куће Smoloskyp 2014. и лауреат тог конкурса 2021. Добитница је Међународне украјинско–немачке награде за књижевност Олес Хончар и победница Међународног омладинског књижевног конкурса Hranoslov 2020.